# 日本の少子化
日本の少子化は、1957年（昭和32年）に初めて人口置換水準を下回り、以後1974年（昭和49年）から現在まで同様の出生率が続いており、その現象は顕著である。
2023年時点で日本の出生率は世界で10番目に低い。G7加盟国ではイタリアと並び最低で、OECD加盟国の平均値も下回っている。

## 歴史

1800年から2016年までの合計特殊出生率の推移。

### 近世以前
江戸時代後期に「少子化」が起きていたことは明らかにされている。17世紀半ばには一人の女性は5人以上の子供をもったが、18世紀に入ると急激に縮小して4人を割っている。出生数が再び4人以上に回復するのは19世紀後半になってからだった。
江戸中期から後期は小氷期と呼ばれるほどの世界的な寒冷期で、日本では冷害による凶作がたびたび大きな飢饉を引き起こしており、農民生活が極端に困窮し堕胎や間引きなどの手段を通じて出生抑制が行われたためだった。幕府は1767年（明和4年）「出生之子取扱之儀御触書」を出し、間引きを禁じた。仙台・白河など諸藩でも農民を教諭し堕胎や間引きを防止する一方、養育金を与えて赤子の養育を奨励した（赤子養育仕法）。一方北陸地方などに多い浄土真宗門徒の間では間引きが忌避され、北陸の人口増に拍車をかけた（関東・東北の真宗移民も参照）。

### 昭和初期
当時は子供が多いほど稼げるという時代で人口過剰になったため、産児制限論が登場する。昭和時代初頭になると少子化傾向となり、昭和恐慌以降の軍需重工業化に伴う農村部の若者の大都市流入、満蒙開拓移民などにより人口1000人あたりの出生率はピークであった1920年（大正9年）の36.2人から減少し、日中戦争の影響により1939年（昭和14年）には26.6人に落ち込むなど長期下落傾向を示していた。
一方、人口問題研究所（厚生省付属の研究機関）を設立、国民優生法の制定後1941年（昭和16年）1月22日には、近衛文麿内閣の閣議決定で「人口政策確立要綱」を発表、いわゆる「産めよ殖やせよ」運動が開始される。当時7200万人だった日本人口（大和民族）を1960年に1億人にするため、婚姻年齢を3年早め夫婦の平均5人出産を奨励した。

### 第一次ベビーブーム後
終戦後起きた第一次ベビーブームは、優生保護法制定による人工妊娠中絶合法化、厚生省主導の産児制限運動で終焉を迎え、4.00を超える水準の合計特殊出生率は、1950年代前半から著しく急減、8年で半減した。受胎調節実地指導員制度が発足し、世界初の政府による家族計画事業が開始される。1957年には史上初めて人口置換水準を下回り、その後も2.1前後の安定した数値で推移したが1966年の丙午で1.58を記録する。

およそ1955年（昭和30年）から1967年（昭和42年）、第一次ベビーブームから第二次ベビーブーム間（谷間世代）の日本の出生率は先進諸国の中で世界最低水準であった。

### 第二次ベビーブーム後
1971年から1974年の第二次ベビーブームは、第一次オイルショックによる経済的混乱や、人口爆発を危惧し静止人口を目指す産児制限運動などにより3年で終焉を迎えた。1974年には既に人口置換水準を割り込み、翌年には1.91にまで低下し出生数も200万人を割った。また、団塊の世代自体も20代半ばで結婚し20代のうちに子供を2人だけ産むという傾向が強かったことから高齢出産をした者は少なかった。1975年から1993年（平成5年）まで、出生数は19年間連続で減少する。1980年代に入りバブル経済が過熱すると、恋愛至上主義と呼ばれた自由恋愛・自由結婚の風潮が高まり生涯未婚率が上昇し始める。出生率も年次ごとに下落し続け、1989年（昭和64年・平成元年）の出生率は「1.57ショック」として少子化が広く認知される。

### 1990年代
バブル崩壊後の平成不況の影響を強く受け、出生率の低下が止まらず1993年（平成5年）には1.5人を割る非常に低い出生率（very low fertility）を記録し本格的な少子化社会に突入した。

### 2000年代

年齢グループ別の出生数の推移。2000年初頭に「30歳から31歳」が「25歳から29歳」を上回った。

2000年（平成12年）にはミレニアムベビーにより前年比で出生数、出生率共に微増するも第三次ベビーブームは起こらず、1.3人台で推移した。2003年には1.3人を割り込む極低出生率を初めて記録し超少子化社会に突入、2005年には出生数が100万人台に入った。

### 2010年代
2000年代後半頃より、西高東低が顕著となる。

### 2020年代
2021年にはペットのイヌ・ネコの数が約1605万匹に達し、15歳未満人口の約1493万人を上回った。
2022年には出生率1.26を記録し再び超少子化に入った。

## 地域

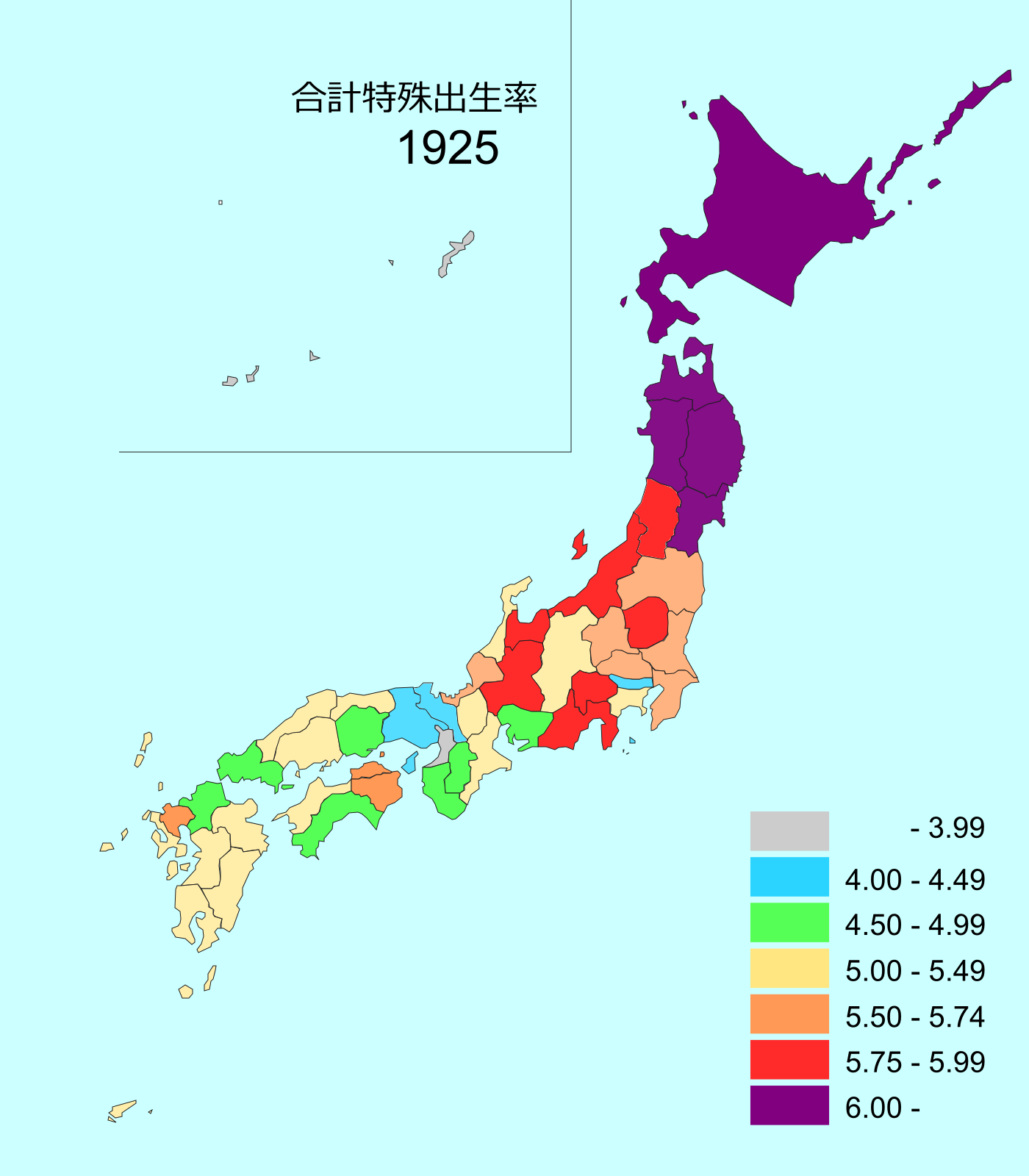
都道府県別の合計特殊出生率（1925年）
明確な西低東高の傾向が確認できる。

都道府県別の合計特殊出生率の比較では、1970年代の一時期に秋田県が全国最低（秋田1.88、東京1.96）だったことを除いて、一貫して沖縄県が全国最高、東京都が全国最低を続けている。2021年に最も高かったのは沖縄県の1.80で、次いで鹿児島県、宮崎県である。逆に最も低かったのは東京都で1.08、次いで宮城県、北海道となっている。
出生率に地域差が生じる理由については判明していないことが多い。九州・沖縄地域は出生率が高く、出生率の低い北海道・東北地域は出生率が低いことについては、親との同居・近居、出産・子育てに対する価値観、地域の伝統、雇用状況、東京圏との遠近、気候風土などの影響が指摘されているが、少子化についての議論や数字は政治利用されやすく、その理由は明確でない。
東京圏や政令市などの大都市部では、平均初婚年齢や第一子出生年齢について都市が所在する都道府県や全国平均のそれらより高い状況である。こうしたことは、出生率の地域差の要因の一つと考えられる。また、それらの大都市部では大学進学率も高いことから、出生率と大学進学率（特に女性の大学進学率）とは負の相関関係にあるとされる。

### 地域別統計
| 都道府県 | TFR  | 出生数 | 推計人口   |
| -------- | ---- | ------ | ---------- |
| 東京     | 0.99 | 86347  | 14,261,422 |
| 北海道   | 1.06 | 24429  | 5,013,969  |
| 宮城県   | 1.07 | 12328  | 2,233,195  |
| 秋田県   | 1.10 | 3992   | 881,992    |
| 京都府   | 1.11 | 13882  | 2,509,173  |
| 神奈川県 | 1.13 | 53989  | 9,222,299  |
| 埼玉県   | 1.14 | 42107  | 7,325,312  |
| 千葉県   | 1.14 | 35658  | 6,278,017  |
| 岩手県   | 1.16 | 5432   | 1,129,344  |
| 大阪府   | 1.19 | 55292  | 8,774,930  |
| 栃木県   | 1.19 | 9958   | 1,870,838  |
| 奈良県   | 1.21 | 6943   | 1,276,165  |
| 福島県   | 1.21 | 9019   | 1,722,143  |
| 茨城県   | 1.22 | 14898  | 2,793,537  |
| 山形県   | 1.22 | 5151   | 997,341    |
| 青森県   | 1.23 | 5696   | 1,148,469  |
| 新潟県   | 1.23 | 10916  | 2,075,669  |
| 群馬県   | 1.25 | 9950   | 1,878,268  |
| 静岡県   | 1.25 | 18969  | 3,496,514  |
| 福岡県   | 1.26 | 33942  | 5,089,762  |
| 兵庫県   | 1.29 | 32615  | 5,311,391  |
| 愛知県   | 1.29 | 48402  | 7,453,257  |
| 三重県   | 1.29 | 9524   | 1,697,353  |
| 高知県   | 1.30 | 3380   | 646,774    |
| 岐阜県   | 1.31 | 10469  | 1,900,087  |
| 愛媛県   | 1.31 | 6950   | 1,261,294  |
| 岡山県   | 1.32 | 11575  | 1,817,459  |
| 山梨県   | 1.32 | 4397   | 784,639    |
| 和歌山県 | 1.33 | 4901   | 870,243    |
| 広島県   | 1.33 | 16682  | 2,698,428  |
| 石川県   | 1.34 | 6752   | 1,091,289  |
| 長野県   | 1.34 | 11125  | 1,974,683  |
| 富山県   | 1.35 | 5512   | 987,898    |
| 徳島県   | 1.36 | 3903   | 677,364    |
| 滋賀県   | 1.38 | 9249   | 1,396,619  |
| 大分県   | 1.39 | 6259   | 1,076,128  |
| 香川県   | 1.40 | 5365   | 909,463    |
| 山口県   | 1.40 | 7188   | 1,265,276  |
| 鳥取県   | 1.44 | 3263   | 525,474    |
| 福井県   | 1.46 | 4563   | 733,002    |
| 島根県   | 1.46 | 3759   | 634,514    |
| 佐賀県   | 1.46 | 5144   | 781,872    |
| 熊本県   | 1.47 | 11189  | 1,685,070  |
| 鹿児島県 | 1.48 | 9867   | 1,517,178  |
| 長崎県   | 1.49 | 7656   | 1,237,327  |
| 宮崎県   | 1.49 | 6502   | 1,019,330  |
| 沖縄県   | 1.60 | 12549  | 1,465,247  |

| 市           | 出生率 | 出生数  | 推計人口   |
| ------------ | ------ | ------- | ---------- |
| 相模原市     | 5.3    | 3866    | 722,245    |
| 札幌市       | 5.3    | 10352   | 1,956,164  |
| 静岡市       | 5.3    | 3620    | 667,881    |
| 京都市       | 5.3    | 7692    | 1,433,782  |
| 神戸市       | 5.7    | 8494    | 1,487,267  |
| 千葉市       | 5.7    | 5570    | 987,546    |
| 新潟市       | 5.7    | 4429    | 761,047    |
| 浜松市       | 5.8    | 4561    | 769,988    |
| 横浜市       | 5.9    | 22190   | 3,773,476  |
| 北九州市     | 6.0    | 5514    | 901,799    |
| 仙台市       | 6.0    | 6617    | 1,094,530  |
| 堺市         | 6.3    | 5081    | 803,898    |
| 大阪市       | 6.4    | 17795   | 2,811,565  |
| 広島市       | 6.6    | 7868    | 1,175,236  |
| 名古屋市     | 6.7    | 15701   | 2,335,964  |
| 岡山市       | 6.8    | 4871    | 710,006    |
| さいたま市   | 7.0    | 9389    | 1,355,231  |
| 川崎市       | 7.1    | 10994   | 1,557,683  |
| 福岡市       | 7.1    | 11733   | 1,667,944  |
| 熊本市       | 7.2    | 5345    | 735,873    |
| 政令指定都市 | 6.2    | 171,682 | 27,701,836 |

| 市区町村       | 都道府県 | TFR |
| -------------- | -------- | --- |
| 吉野郡天川村   | 奈良県   | 0.0 |
| 吉野郡上北山村 | 奈良県   | 0.0 |
| 下伊那郡売木村 | 長野県   | 0.0 |
| 甘楽郡南牧村   | 群馬県   | 0.3 |
| 相楽郡笠置町   | 京都府   | 0.3 |
| 安芸郡馬路村   | 高知県   | 0.3 |
| 北都留郡小菅村 | 山梨県   | 0.4 |
| 耶麻郡北塩原村 | 福島県   | 0.4 |
| 古平郡古平町   | 北海道   | 0.5 |
| 最上郡戸沢村   | 山形県   | 0.5 |

## 原因

### 貧困
| 年収/年齢     | 20 - 24歳 | 25 - 29歳 | 30 - 34歳 | 35 - 39歳 |
| ------------- | --------- | --------- | --------- | --------- |
| 99万円まで    | 0.7       | 0.6       | 10.8      | 12.8      |
| 100 - 199万円 | 2.3       | 7.9       | 19.1      | 30.0      |
| 200 - 299万円 | 4.2       | 11.4      | 25.2      | 37.9      |
| 300 - 499万円 | 7.8       | 18.9      | 37.8      | 51.1      |
| 500 - 699万円 | 8.2       | 28.9      | 50.5      | 62.4      |
| 700万円以上   | 10.3      | 27.1      | 52.0      | 70.7      |

「配偶者や子供がいる割合」は所得の高い層に多く、所得が低くなるに従って未婚率が高くなる・出生率が低くなるという傾向がある。例えば35歳-39歳の有配偶者・有子供の割合は、所得が700万円以上だと71%、500-699万円だと62%、300-499万円だと51%、200-299万円だと38%、100-199万円だと30%、100万円未満だと13%と下降していく。そのため中小企業庁は、「低収入の非正規雇用の増加は結婚率・出生率の低下を招く」と分析している。
なお、所得の影響は男女によってやや異なる傾向にある。例えば、30歳代の男性の場合、正規就業者の未婚割合が30.7%であるのに対して、非正規就業者は75.6%となっている。一方で、30歳代の女性の場合は、正規就業者の未婚割合が22.1%であるのに対して非正規就業者では8.3%と逆転しており、女性の場合は年収が高くなればなるほど未婚率が高くなっている。男女とも同じような学歴・収入等を持つ「同類婚」を求めがちであるが低年収男性と高年収女性のマッチングがうまくいかず、未婚のまま残るとの分析がある。
日本では婚外出生率が2.11%（OECD2009）と諸外国に比較して低いため、婚姻率の低さが出生率に影響しやすい。
ただ、歴史的には幕末には江戸の男性の5割が未婚であった。また1980年以前も低所得者層の人口比は今と大きな差がないにもかかわらず、婚姻率や出生率は1980年代以降より高かった。生活やライフスタイル、価値観の多様化により、コストが意識される結婚を低所得者層が敬遠するようになったとも考えられる。

### 結婚意思の低下・未婚化
日本では、夫婦の最終的な平均出生子ども数を表す完結出生児数は、1972年の2.20以降、徐々に下降しているもののおよそ2で推移しているが、合計特殊出生率は1993年以降1.50未満が続いており、未婚の増加が少子化に大きな影響を及ぼしていると見られている。
| 年   | 年                       | 1987 | 1992 | 1997 | 2002 | 2005 | 2010 | 2015 | 2021 |
| ---- | ------------------------ | ---- | ---- | ---- | ---- | ---- | ---- | ---- | ---- |
| 男性 | いずれ結婚するつもり     | 91.8 | 90.0 | 85.9 | 87.0 | 87.0 | 86.3 | 85.7 | 81.4 |
| 男性 | 一生結婚するつもりはない | 4.5  | 4.9  | 6.4  | 5.4  | 7.1  | 9.4  | 12.0 | 17.3 |
| 男性 | 不詳                     | 3.7  | 5.1  | 7.7  | 7.7  | 5.9  | 4.3  | 2.3  | 1.4  |
| 女性 | いずれ結婚するつもり     | 92.9 | 90.2 | 89.1 | 88.3 | 90.0 | 89.4 | 89.3 | 84.3 |
| 女性 | 一生結婚するつもりはない | 4.6  | 5.2  | 4.9  | 5.0  | 5.6  | 6.8  | 8.0  | 14.6 |
| 女性 | 不詳                     | 2.5  | 4.6  | 6.0  | 6.7  | 4.3  | 3.8  | 2.7  | 1.1  |

国立社会保障・人口問題研究所が5年ごとに実施している「出生動向基本調査」によると、18～34歳の未婚者のうち「いずれ結婚するつもり」と回答した割合は1982年で男性95.9％、女性94.2％から、2021年には男性81.4％、女性84.3％に低下した。また、結婚相手紹介サービスを提供する民間企業が成人式を迎える新成人を対象に毎年実施している「恋愛･結婚に関する意識調査」でも、「結婚したい」と回答した新成人の割合は、ピークであった1997年の89.5％から2023年には78.6％まで低下していることが明らかになった。さらに、同調査では結婚したら「子供が欲しい」かを聞いているが「子供が欲しい」と回答した割合は2019年の69.3%から2023年には64.1％に低下している。両調査から若者の結婚及び出産に関する意識が変化していることが分かる。
日本の未婚化・少子化は「不安定収入男性は結婚相手として選ばれにくい」ことが主因であり、その大きな理由は「結婚したら夫が主に稼ぐ」といった戦後高度成長期の家族観が原因とされる。
未婚の増加の背景として、ひとつは結婚の必要性の低下がある。上記のように女性が経済的に自立し経済的に男性を頼る必要がなくなる一方、男性もコンビニ弁当の充実、食洗機、掃除ロボット、乾燥機付き洗濯機などの普及により女性に頼らずとも家事に困らなくなっている。また、趣味の多様化により、男女づきあい以外の楽しみも増えているため、男女づきあいにおける面倒なこと（例えば告白やけんかなど）を乗り越えてまで彼女彼氏が欲しいというインセンティブが働きにくい。結婚活動における女性の（親世代から引き継いだ）古い価値観や、男性の生活および経済的自立度およびコミュニケーション能力の不足を挙げる見方がある。
平均初婚年齢は、昭和50年（1975年）には女性で24.7歳、男性で27.0歳であったが、平成27年（2015年）には女性で29.4歳、男性で31.1歳と、特に女性を中心に晩婚化が進んでいる。また、初婚者の年齢別分布の推移では、男女とも20歳代後半を山とする逆U字カーブから、より高い年齢に分散化した緩いカーブへと変遷しており、さらに、女性ではカーブが緩やかになるだけでなくピークの年齢も上昇している。
未婚女性への意識調査で9割が「いつかは結婚するつもり」との答えていることを根拠に出生率の低下は女性の晩婚化が主因と考えられてきた。しかし、女性の結婚願望は「良い相手がいれば」という条件付きであり、その条件は女性の高学歴化と経済力の向上にともない、年々高まっていることによる未婚化が主要因である。2020年の女性の平均初婚年齢は29.4歳に達しており、東京都では30歳を超えている。政府の少子化対策は、いずれも結婚した女性を対象とした利権であり、この未婚女性の出産の増加を促す対策にはほとんどなっていない。
欧州では、女性が働き経済的に自立する意識が強く（夫に家計を依存する必要がない）、また子供ができても成人してからの費用は親負担ではないことが原則のため、男性が不安定収入であることは大きなハードルではない。

### 算出方法
厚生労働省による計算方法においては、合計特殊出生率（出生数÷女性人口）の算出で使用する「女性人口」は日本国籍の女性のみを対象としている。したがって、日本において外国籍の女性が日本人の男性と国際結婚して子供を出生した場合、分母の「女性人口」には外国人女性を算入せず、一方で分子の「出生数」には生まれた子供を参入するため、実際よりも過大評価された出生率が算出されるという問題が指摘されている。このため、国際比較において正しい比較ができない。
2023年に「内閣府の将来推計人口に関するシンポジウム」において、国立社会保障・人口問題研究所の担当者が「日本人女性に限った合計特殊出生率の推計は2070年に1.29だが、厚労省公表値の定義では1.36になる」と説明している。

## 影響

### 悪影響

日本における労働力人口と、その将来予想。青は実績データ。
オレンジは現状維持モデル。緑は男女の賃金差解消、赤は定年延長、紫は男女の賃金差と定年延長の両方を行った場合。

#### 経済停滞
日本の生産年齢人口は1995年（平成7年）に8717万人となり、以後減少している。女性や高齢者の就労率上昇が続いたにもかかわらず、労働力人口も1998年（平成10年）にピーク（6793万人）を迎え、以後減少傾向にあり、生産年齢人口（15-64歳）に対する高齢人口（65歳以上）の比率の上昇が年金などの社会保障体制の維持を困難にする。

#### 過疎化
人口減少社会と首都圏一極集中（東京一極集中）により、過疎地の増大と地方都市の荒廃をもたらす。増田寛也元総務大臣が座長を務める民間研究機関「日本創成会議」の人口減少問題検討分科会は、日本の896市区町村で2040年に、出産適齢期の若年女性が2010年時点の半分以下に減ると試算している。これらの地方公共団体は、社会保障の維持や雇用の確保が困難となり、地方公共団体そのものが消滅する可能性が高いと指摘される（「消滅可能性都市」と呼ばれる）。

### 担い手不足等によるサービスの供給制約
我が国は、少子高齢化・人口減少が深刻化する中、国土交通分野における担い手不足がサービス供給制約を招いている。例えば、建設業では2023年度の年間平均労働時間が2,018時間と全産業平均を62時間上回り、平均賃金432万円は全産業平均508万円を下回っている。一方、トラック運送業ではドライバーの年間平均労働時間が2,544時間に達し、平均賃金は中小型トラックで438万円と全産業平均507万円に対して約15%低い状況が続いている。

### 好影響
生活面ではごみ問題や大気汚染など環境負荷の低減、都市部等での狭小住宅、高騰した不動産価格など住宅・土地問題や満員電車、交通渋滞など交通交雑等過密に伴う諸問題の改善などゆとりある生活環境の形成、一人当たりの社会資本の量の増加、教育面では、質の高い教育少数精鋭の実現や受験戦争の緩和などを指摘する意見がある（これに対してはあくまでも短期的な影響であって、経済成長の低下のためやはり生活にゆとりはなくなるとする意見、人口減少に伴い教育サービスの供給も制約されるという意見がある）。
結婚文化研究者の荒川和久は、いわゆる出羽守が絶賛していたヨーロッパ諸国が2010年代以降少子化したことを挙げて「どの国もどんな施策しても少子化は進む」と少子化対策論を批判している。
公共政策学者の広井良典は、歴史的には人口はほぼ横ばいでこの100年が特殊であり、今はまだ人口増加時代の価値観から人々が完全には解放されていない過渡期としている。そして日立京大ラボのAIシミュレーションから地方分散型の成熟社会に移行したほうが良いとする。

### 政府の対応と展望
政府は「新しい資本主義のグランドデザイン及び実行計画2024改訂版」において、省力化投資や価格転嫁の定着など、多様な担い手確保策を掲げている。

## 少子化対策
1990年（平成2年）のいわゆる「1.57ショック」を契機に、政府は、出生率の低下と子供の数が減少傾向にあることを「問題」として認識し、仕事と子育ての両立支援など子供を生み育てやすい環境づくりに向けての対策を進めてきた。しかし現時点で特に統計学的な効果は散見されていない

### 1990年代後半
1980年代以降、政府・財界では高齢者の増加による社会保障費の増大や、労働人口の減少により社会の活力が低下することへの懸念などから抜本的な対策を講じるべきだとの論議が次第に活発化した。
政府は1995年度から本格的な少子化対策に着手し、育児休業制度の整備、傷病児の看護休暇制度の普及促進、保育所の充実などの子育て支援や、乳幼児や妊婦への保健サービスの強化を進めてきた。しかし政府の対策は十分な効果を上げられず、2003年の合計特殊出生率は1.29へ低下し、第二次世界大戦後初めて1.2台に落ち込んだ。
エンゼルプラン（1995年 - 1999年）
1994年12月、今後10年間に取り組むべき基本的方向と重点施策を定めた「今後の子育て支援のための施策の基本的方向について」（エンゼルプラン）（文部、厚生、労働、建設の4大臣合意）が策定された。また、エンゼルプランを実施するため、保育の量的拡大や低年齢児(0~2歳児)保育、延長保育等の多様な保育の充実、地域子育て支援センターの整備等を図るための「緊急保育対策等5か年事業」(大蔵、厚生、自治の3大臣合意) が策定され、1999年度を目標年次として、整備が進められることとなった。
新エンゼルプラン（2000年 - 2004年）
1999年12月、「少子化対策推進基本方針」（少子化対策推進関係閣僚会議決定）と、この方針に基づく重点施策の具体的実施計画として「重点的に推進すべき少子化対策の具体的実施計画について」（新エンゼルプラン）（大蔵、文部、厚生、労働、建設、自治の6大臣合意）が策定された。新エンゼルプランは、従来のエンゼルプランと緊急保育対策等5か年事業を見直したもので、2000年度から2004年度までの5か年の計画であった。最終年度に達成すべき目標値の項目には、これまでの保育関係だけでなく、雇用、母子保健、相談、教育等の事業も加えた幅広い内容となった。

### 2000年代
家庭や地域の子育て力の低下に対応して、次世代を担う子供を育成する家庭を社会全体で支援する観点から、2003年7月、地方公共団体及び企業における10年間の集中的・計画的な取組を促進するため、「次世代育成支援対策推進法」（平成15年法律第120号）が制定された。同法は、地方公共団体及び事業主が、次世代育成支援のための取組を促進するために、それぞれ行動計画を策定し、実施していくことをねらいとしたものである。
2003年7月23日、超党派の国会議員により少子化社会対策基本法が成立し、同年9月に施行された。衆議院での審議過程で「女性の自己決定権の考えに逆行する」との批判を受け、前文に「結婚や出産は個人の決定に基づく」の一文が盛り込まれた。基本法は少子化社会に対応する基本理念や国、地方公共団体の責務を明確にした上で、安心して子供を生み、育てることのできる環境を整えるとしている。
2004年6月、少子化社会対策基本法に基づき、「少子化社会対策大綱」が少子化社会対策会議を経て、閣議決定された。この大綱では、子供が健康に育つ社会、子供を生み、育てることに喜びを感じることのできる社会への転換を喫緊の課題とし、少子化の流れを変えるための施策に集中的に取り組むこととしていた。そして、子育て家庭が安心と喜びをもって子育てに当たることができるように社会全体で応援するとの基本的考えに立ち、少子化の流れを変えるための施策を、国を挙げて取り組むべき極めて重要なものと位置付け、「3つの視点」と「4つの重点課題」、「28の具体的行動」を提示した。

### 2010年代
2010年、政府は、安心して子育て可能な環境を整備するという目的で、子ども手当を創設した。
2012年には三党合意により、子ども・子育て支援法が成立した。同法に従い、新規に子ども・子育て拠出金を賦課する社会保険料の増税が行われた。
安倍内閣は「全世代型社会保障」を掲げ、少子高齢化対策に取り組んでいる。2019年10月からは幼児教育無償化が始まり、2020年4月からは低所得世帯の学生を中心に大学や高校の授業料などを実質的に無償化する新制度が始まる予定である。2019年には消費税を10%に引き上げた。
安倍晋三内閣総理大臣は2019年の出生数が初めて90万人を割ったことを受けて、「大変な事態であり、国難とも言える状況だ」と指摘し、少子化対策を担当する衛藤晟一一億総活躍担当大臣に対し、政府が掲げる「希望出生率1.8」の達成に向けて、あらゆる施策を動員して対策を進めるよう指示した。
菅義偉内閣となってからは、政府は不妊治療に対する支援制度を2021年度にも拡充する方針を固め、助成増額や所得制限の緩和を検討を始めた。近く取りまとめる第四次少子化社会対策大綱にも「不妊治療に関する実態把握を行い、男女を問わず不妊に悩む方への支援に取り組む」と盛り込むと報道されている。

### 2020年代
岸田内閣となってからは「異次元の少子化対策」として、2023年に「こども未来戦略」が閣議決定された。
2025年5月、厚生労働省は、出産にかかる費用の自己負担を無償化する方針を決めた。早ければ2026年度からの実現を目指す、としている。
| 財源                 | 使途                   | 負担者             | 規模     |
| -------------------- | ---------------------- | ------------------ | -------- |
| 公費                 | 大半の少子化対策       | 国、地方自治体     | 7.3 兆円 |
| 子ども・子育て拠出金 | 児童手当、保育関連施策 | 事業主             | 0.8 兆円 |
| 雇用保険             | 育児休業給付           | 被保険者、事業主等 | 0.8 兆円 |
| 医療保険             | 出産育児一時金等       | 被保険者、事業主等 | 0.4 兆円 |

## 統計
1898年（明治31年）までは内務省・内閣統計局「国勢調査以前日本人口統計集成」、1899年（明治33年）以降は国立社会保障・人口問題研究所「人口統計資料集」、厚生労働省「人口動態統計」による。
| 年   | 出生数    | 出生率 | 合計特殊出生率 |
| ---- | --------- | ------ | -------------- |
| 1872 | 569,034   | 16.3   |                |
| 1873 | 809,487   | 23.1   |                |
| 1874 | 836,113   | 23.8   |                |
| 1875 | 869,126   | 24.6   |                |
| 1876 | 902,946   | 25.4   |                |
| 1877 | 890,518   | 24.8   |                |
| 1878 | 874,883   | 24.2   |                |
| 1879 | 876,719   | 24.0   |                |
| 1880 | 883,584   | 24.1   |                |
| 1881 | 941,343   | 25.5   |                |
| 1882 | 922,715   | 24.8   |                |
| 1883 | 1,004,989 | 26.8   |                |
| 1884 | 975,252   | 25.7   |                |
| 1885 | 1,024,574 | 26.7   |                |
| 1886 | 1,050,617 | 27.3   |                |
| 1887 | 1,058,137 | 27.3   |                |
| 1888 | 1,172,729 | 30.0   |                |
| 1889 | 1,209,910 | 30.7   |                |
| 1890 | 1,145,374 | 28.7   |                |
| 1891 | 1,086,775 | 27.0   |                |
| 1892 | 1,207,034 | 29.8   |                |
| 1893 | 1,178,428 | 28.8   |                |
| 1894 | 1,208,983 | 29.4   |                |
| 1895 | 1,246,427 | 30.0   |                |
| 1896 | 1,282,178 | 30.5   |                |
| 1897 | 1,334,125 | 31.5   |                |
| 1898 | 1,369,638 | 31.9   |                |
| 1899 | 1,386,981 | 32.0   | 4.73           |
| 1900 | 1,420,534 | 32.4   | 4.69           |
| 1901 | 1,501,591 | 33.9   | 5.01           |
| 1902 | 1,510,853 | 33.6   | 4.97           |
| 1903 | 1,489,816 | 32.0   | 4.83           |
| 1904 | 1,440,371 | 30.6   | 4.61           |
| 1905 | 1,452,770 | 30.6   | 4.52           |
| 1906 | 1,394,295 | 29.0   | 4.38           |
| 1907 | 1,614,472 | 33.2   | 5.03           |
| 1908 | 1,662,815 | 33.7   | 5.13           |
| 1909 | 1,693,850 | 33.9   | 5.16           |
| 1910 | 1,712,857 | 33.9   | 5.01           |
| 1911 | 1,747,803 | 34.1   | 5.19           |
| 1912 | 1,737,674 | 33.4   | 5.08           |
| 1913 | 1,757,441 | 33.3   | 5.07           |
| 1914 | 1,808,402 | 33.8   | 5.14           |
| 1915 | 1,799,326 | 33.2   | 4.91           |
| 1916 | 1,804,822 | 32.9   | 4.98           |
| 1917 | 1,812,413 | 32.7   | 4.95           |
| 1918 | 1,791,992 | 32.2   | 4.83           |
| 1919 | 1,778,685 | 31.6   | 4.77           |
| 1920 | 2,025,564 | 36.2   | 5.35           |
| 1921 | 1,990,876 | 35.1   | 5.22           |
| 1922 | 1,969,314 | 34.3   | 5.12           |
| 1923 | 2,043,297 | 35.2   | 5.26           |
| 1924 | 1,998,520 | 33.9   | 5.07           |
| 1925 | 2,086,091 | 34.9   | 5.10           |
| 1926 | 2,104,405 | 34.6   | 5.19           |
| 1927 | 2,060,737 | 33.4   | 5.00           |
| 1928 | 2,135,852 | 34.1   | 5.09           |
| 1929 | 2,077,026 | 32.7   | 4.87           |
| 1930 | 2,085,101 | 32.4   | 4.70           |
| 1931 | 2,102,784 | 32.1   | 4.76           |
| 1932 | 2,182,742 | 32.9   | 4.86           |
| 1933 | 2,121,253 | 31.5   | 4.63           |
| 1934 | 2,043,783 | 29.9   | 4.39           |
| 1935 | 2,190,704 | 31.6   | 4.59           |
| 1936 | 2,101,969 | 30.0   | 4.34           |
| 1937 | 2,180,734 | 30.9   | 4.45           |
| 1938 | 1,928,321 | 27.2   | 3.88           |
| 1939 | 1,901,573 | 26.6   | 3.80           |
| 1940 | 2,115,867 | 29.4   | 4.11           |
| 1941 | 2,277,283 | 31.1   | 4.36           |
| 1942 | 2,233,660 | 30.3   | 4.18           |
| 1943 | 2,253,535 | 30.3   | 4.11           |
| 1944 | 2,149,843 | 29.2   | 3.95           |
| 1945 | 1,685,583 | 23.2   | 3.11           |
| 1946 | 1,905,809 | 25.3   | 3.37           |
| 1947 | 2,678,792 | 34.3   | 4.541          |
| 1948 | 2,681,624 | 33.7   | 4.400          |
| 1949 | 2,696,638 | 33.2   | 4.316          |
| 1950 | 2,337,507 | 28.2   | 3.650          |
| 1951 | 2,137,689 | 25.4   | 3.262          |
| 1952 | 2,005,162 | 23.5   | 2.976          |
| 1953 | 1,868,040 | 21.5   | 2.695          |
| 1954 | 1,769,580 | 20.1   | 2.481          |
| 1955 | 1,730,692 | 19.4   | 2.370          |
| 1956 | 1,665,278 | 18.5   | 2.223          |
| 1957 | 1,566,713 | 17.3   | 2.043          |
| 1958 | 1,653,469 | 18.1   | 2.110          |
| 1959 | 1,626,088 | 17.6   | 2.039          |
| 1960 | 1,606,041 | 17.3   | 2.004          |
| 1961 | 1,589,372 | 17.0   | 1.961          |
| 1962 | 1,618,616 | 17.1   | 1.976          |
| 1963 | 1,659,521 | 17.4   | 2.005          |
| 1964 | 1,716,761 | 17.8   | 2.049          |
| 1965 | 1,823,697 | 18.7   | 2.139          |
| 1966 | 1,360,974 | 13.8   | 1.578          |
| 1967 | 1,935,647 | 19.4   | 2.226          |
| 1968 | 1,871,839 | 18.5   | 2.134          |
| 1969 | 1,889,815 | 18.5   | 2.131          |
| 1970 | 1,934,239 | 18.7   | 2.135          |
| 1971 | 2,000,973 | 19.1   | 2.157          |
| 1972 | 2,038,682 | 19.2   | 2.142          |
| 1973 | 2,091,983 | 19.2   | 2.140          |
| 1974 | 2,029,989 | 18.4   | 2.049          |
| 1975 | 1,901,440 | 17.0   | 1.909          |
| 1976 | 1,832,617 | 16.3   | 1.852          |
| 1977 | 1,755,100 | 15.4   | 1.800          |
| 1978 | 1,708,643 | 14.9   | 1.792          |
| 1979 | 1,642,580 | 14.2   | 1.769          |
| 1980 | 1,576,889 | 13.6   | 1.747          |
| 1981 | 1,529,455 | 13.0   | 1.741          |
| 1982 | 1,515,392 | 12.8   | 1.770          |
| 1983 | 1,508,687 | 12.7   | 1.800          |
| 1984 | 1,489,780 | 12.5   | 1.811          |
| 1985 | 1,431,577 | 11.9   | 1.764          |
| 1986 | 1,382,946 | 11.4   | 1.723          |
| 1987 | 1,346,658 | 11.1   | 1.690          |
| 1988 | 1,314,006 | 10.8   | 1.656          |
| 1989 | 1,246,802 | 10.2   | 1.572          |
| 1990 | 1,221,585 | 10.0   | 1.543          |
| 1991 | 1,223,245 | 9.9    | 1.533          |
| 1992 | 1,208,989 | 9.8    | 1.502          |
| 1993 | 1,188,282 | 9.6    | 1.458          |
| 1994 | 1,238,328 | 10.0   | 1.500          |
| 1995 | 1,187,064 | 9.6    | 1.423          |
| 1996 | 1,206,555 | 9.7    | 1.425          |
| 1997 | 1,191,665 | 9.5    | 1.388          |
| 1998 | 1,203,147 | 9.6    | 1.384          |
| 1999 | 1,177,669 | 9.4    | 1.342          |
| 2000 | 1,190,547 | 9.5    | 1.359          |
| 2001 | 1,170,662 | 9.3    | 1.334          |
| 2002 | 1,153,855 | 9.2    | 1.319          |
| 2003 | 1,123,610 | 8.9    | 1.291          |
| 2004 | 1,110,721 | 8.8    | 1.289          |
| 2005 | 1,062,530 | 8.4    | 1.260          |
| 2006 | 1,092,674 | 8.7    | 1.317          |
| 2007 | 1,089,818 | 8.6    | 1.337          |
| 2008 | 1,091,156 | 8.7    | 1.367          |
| 2009 | 1,070,036 | 8.5    | 1.368          |
| 2010 | 1,071,305 | 8.5    | 1.387          |
| 2011 | 1,050,807 | 8.3    | 1.393          |
| 2012 | 1,037,232 | 8.2    | 1.405          |
| 2013 | 1,029,817 | 8.2    | 1.427          |
| 2014 | 1,003,609 | 8.0    | 1.423          |
| 2015 | 1,005,721 | 8.0    | 1.451          |
| 2016 | 977,242   | 7.8    | 1.442          |
| 2017 | 946,146   | 7.6    | 1.428          |
| 2018 | 918,400   | 7.4    | 1.416          |
| 2019 | 865,239   | 7.0    | 1.361          |
| 2020 | 840,835   | 6.8    | 1.330          |
| 2021 | 811,622   | 6.6    | 1.303          |
| 2022 | 770,759   | 6.3    | 1.257          |
| 2023 | 727,288   | 6.0    | 1.201          |
| 2024 | 686,061   | 5.7    | 1.147          |

### 完結出生児数
| 年次                 | 完結出生児数 （人） |
| -------------------- | ------------------- |
| 第1回調査（1940年）  | 4.27                |
| 第2回調査（1952年）  | 3.50                |
| 第3回調査（1957年）  | 3.60                |
| 第4回調査（1962年）  | 2.83                |
| 第5回調査（1967年）  | 2.65                |
| 第6回調査（1972年）  | 2.20                |
| 第7回調査（1977年）  | 2.19                |
| 第8回調査（1982年）  | 2.23                |
| 第9回調査（1987年）  | 2.19                |
| 第10回調査（1992年） | 2.21                |
| 第11回調査（1997年） | 2.21                |
| 第12回調査（2002年） | 2.23                |
| 第13回調査（2005年） | 2.09                |
| 第14回調査（2010年） | 1.96                |
| 第15回調査（2015年） | 1.94                |
| 第16回調査（2021年） | 1.90                |

### 人工妊娠中絶数
| 年度 | 実施数    | 出生数    | 実施率 （対出生比：%） |
| ---- | --------- | --------- | ---------------------- |
| 1949 | 101,601   | 2,696,638 | 3.8                    |
| 1950 | 320,150   | 2,337,507 | 13.7                   |
| 1951 | 458,757   | 2,137,689 | 21.5                   |
| 1952 | 798,193   | 2,005,162 | 39.8                   |
| 1953 | 1,068,066 | 1,868,040 | 57.2                   |
| 1954 | 1,143,059 | 1,769,580 | 64.6                   |
| 1955 | 1,170,143 | 1,730,692 | 67.6                   |
| 1956 | 1,159,288 | 1,665,278 | 69.6                   |
| 1957 | 1,122,316 | 1,566,713 | 71.6                   |
| 1958 | 1,128,231 | 1,653,469 | 68.2                   |
| 1959 | 1,098,853 | 1,626,088 | 67.6                   |
| 1960 | 1,063,256 | 1,627,939 | 66.2                   |
| 1961 | 1,035,329 | 1,611,772 | 65.1                   |
| 1962 | 985,351   | 1,639,631 | 60.9                   |
| 1963 | 955,092   | 1,681,242 | 57.6                   |
| 1964 | 878,748   | 1,737,277 | 51.2                   |
| 1965 | 843,248   | 1,844,452 | 46.2                   |
| 1966 | 808,378   | 1,378,968 | 59.4                   |
| 1967 | 747,490   | 1,956,725 | 38.6                   |
| 1968 | 757,389   | 1,893,219 | 40.5                   |
| 1969 | 744,451   | 1,910,927 | 39.4                   |
| 1970 | 732,033   | 1,955,277 | 37.8                   |
| 1971 | 739,674   | 2,022,204 | 37.0                   |
| 1972 | 732,653   | 2,059,533 | 35.9                   |
| 1973 | 700,532   | 2,091,983 | 33.5                   |
| 1974 | 679,837   | 2,029,989 | 33.5                   |
| 1975 | 671,597   | 1,901,440 | 35.3                   |
| 1976 | 664,106   | 1,832,617 | 36.2                   |
| 1977 | 641,242   | 1,755,100 | 36.5                   |
| 1978 | 618,044   | 1,708,643 | 36.2                   |
| 1979 | 613,676   | 1,642,580 | 37.4                   |
| 1980 | 598,084   | 1,576,889 | 37.9                   |
| 1981 | 596,569   | 1,529,455 | 39.0                   |
| 1982 | 590,299   | 1,515,392 | 39.0                   |
| 1983 | 568,363   | 1,508,687 | 37.7                   |
| 1984 | 568,916   | 1,489,786 | 38.2                   |
| 1985 | 550,127   | 1,431,577 | 38.4                   |
| 1986 | 527,900   | 1,382,976 | 38.2                   |
| 1987 | 497,756   | 1,346,658 | 37.0                   |
| 1988 | 486,146   | 1,314,006 | 37.0                   |
| 1989 | 466,876   | 1,246,802 | 37.4                   |
| 1990 | 456,797   | 1,221,585 | 37.4                   |
| 1991 | 436,299   | 1,223,245 | 35.7                   |
| 1992 | 413,032   | 1,208,989 | 34.2                   |
| 1993 | 386,807   | 1,188,282 | 32.6                   |
| 1994 | 364,350   | 1,238,328 | 29.4                   |
| 1995 | 343,024   | 1,187,064 | 28.9                   |
| 1996 | 338,867   | 1,206,555 | 28.1                   |
| 1997 | 337,799   | 1,191,665 | 28.3                   |
| 1998 | 333,220   | 1,203,147 | 27.7                   |
| 1999 | 337,288   | 1,177,669 | 28.6                   |
| 2000 | 341,146   | 1,190,547 | 28.7                   |
| 2001 | 341,588   | 1,170,662 | 29.2                   |
| 2002 | 329,326   | 1,153,855 | 28.5                   |
| 2003 | 319,831   | 1,123,610 | 28.5                   |
| 2004 | 301,673   | 1,110,721 | 27.2                   |
| 2005 | 289,127   | 1,062,530 | 27.2                   |
| 2006 | 276,352   | 1,092,674 | 25.3                   |
| 2007 | 256,672   | 1,089,818 | 23.6                   |
| 2008 | 242,326   | 1,091,156 | 22.2                   |
| 2009 | 226,878   | 1,070,036 | 21.2                   |
| 2010 | 212,694   | 1,071,305 | 19.9                   |
| 2011 | 202,106   | 1,050,807 | 19.2                   |
| 2012 | 196,639   | 1,037,231 | 19.0                   |
| 2013 | 186,253   | 1,029,817 | 18.1                   |
| 2014 | 181,905   | 1,003,539 | 18.1                   |
| 2015 | 176,388   | 1,005,721 | 17.5                   |
| 2016 | 168,015   | 977,242   | 17.2                   |
| 2017 | 164,621   | 946,146   | 17.4                   |
| 2018 | 161,741   | 918,400   | 17.6                   |
| 2019 | 156,430   | 865,239   | 18.0                   |
| 2020 | 141,433   | 840,832   | 16.8                   |
| 2021 | 126,174   | 811,604   | 15.5                   |
| 2022 | 122,725   | 770,747   | 15.9                   |

資料：厚生労働省政策統括官（統計・情報政策、政策評価担当）『衛生行政報告例』による。対出生比は『人口動態統計』の出生数から算出した。

## 今後の展望

### 将来推計
| 年次 | 実績値  |                | 2017年中位推計 |
| ---- | ------- | -------------- | -------------- |
| 2017 | 946,146 |                | 952,000        |
| 2018 | 918,400 |                | 928,000        |
| 2019 | 865,239 |                | 904,000        |
| 2020 | 840,832 |                | 886,000        |
| 2021 | 811,604 |                | 869,000        |
| 2022 | 770,747 | 2023年中位推計 | 854,000        |
| 2023 |         | 739,000        | 842,000        |
| 2024 |         | 755,000        | 833,000        |
| 2025 |         | 749,000        | 825,000        |
| 2026 |         | 744,000        | 819,000        |
| 2027 |         | 743,000        | 814,000        |
| 2028 |         | 744,000        | 809,000        |
| 2029 |         | 743,000        | 803,000        |
| 2030 |         | 741,000        | 798,000        |

| 年次 | 実績値 |                | 2017年中位推計 |
| ---- | ------ | -------------- | -------------- |
| 2017 | 1.43   |                | 1.41           |
| 2018 | 1.42   |                | 1.40           |
| 2019 | 1.36   |                | 1.40           |
| 2020 | 1.33   |                | 1.39           |
| 2021 | 1.30   |                | 1.39           |
| 2022 | 1.26   | 2023年中位推計 | 1.39           |
| 2023 |        | 1.23           | 1.39           |
| 2024 |        | 1.27           | 1.39           |
| 2025 |        | 1.27           | 1.39           |
| 2026 |        | 1.28           | 1.39           |
| 2027 |        | 1.29           | 1.39           |
| 2028 |        | 1.30           | 1.39           |
| 2029 |        | 1.31           | 1.39           |
| 2030 |        | 1.31           | 1.39           |